# Delta Work
Gabriel Vila-real, més conegut pel seu nom artístic Delta Work (nascut el 23 de gener de 1976), és una drag queen i estilista mexicà-estatunidenc, millor conegut per competir en la tercera temporada de la sèrie de televisió de competència de telerealitat RuPaul's Drag Race.
Vila-real va rebre el premi Primetime Emmy a la millor perruqueria en una sèrie multicámara o especial en la 70a edició dels Primetime Creative Arts Emmy Awards (2018) pel seu treball com a perruquer personal per a Drag Race.
Actualment és coanfitriona del podcast Very That, al costat de la drag queen Raja.

## Carrera
La seva mare drag de Vila-real és Miss Coco Perú; es van conèixer a Los Angeles, al principi de la carrera drag de Delta Work. Va començar a fer drag durant Halloween als 22 anys. El seu nom drag va ser inventat quan va assistir a un espectacle de drag i el grup de reines, que estaven fent una paròdia de Designing Women, necessitaven una "dona més gran" per a interpretar el paper del personatge de Delta Burke, Suzanne Sugarbaker. Després de la seva actuació, una reina va comentar que "tu no ets Delta Burke, ets Delta Work!"

### Drag Race
Work va ser seleccionada com una de les tretze concursants que competirien en la tercera temporada de RuPaul's Drag Race, que es va anunciar el 24 de gener de 2011. Durant la temporada, es va fer passar per Cher per a l'episodi "Snatch Game", on els concursants havien d'imitar a una celebritat triada. Work va aparèixer com a convidada per al primer desafiament en l'estrena de l'onzena temporada.

### Després deDrag Race
Vila-real va aparèixer en un episodi de 2011 de la sèrie de E! The Soup va ajuntar amb RuPaul, Raja i Shangela. Ella fa aparicions recurrents en el programa d'Internet de WoWPresent, Fashion Photo Ruview, reemplaçant a Raja o Raven per a criticar l'aparença dels ex alumnes de Drag Race, fent la seva primera aparició el 19 de novembre de 2014. També fa aparicions regulars en el programa web The Pit Stop, on repassa els episodis de Drag Race. Va estar en el seu episodi debut el 27 d'agost de 2016.
Work va aparèixer en la portada de Skorch Magazine en 2013. A l'agost de 2015, va encapçalar Palouse Pride a Moscou, Idaho. El 6 d'agost de 2016, Adele la va convidar a l'escenari en un concert de Los Angeles, mentre vestia com una imitadora de Adele. Es van prendre una selfie, que ràpidament es va tornar viral.
Vila-real va rebre el premi Primetime Emmy a la millor perruqueria en una sèrie multicámara o especial en la 70a edició dels Primetime Creative Arts Emmy Awards (2018) pel seu treball. Va interpretar a Adele en el vídeo musical de "You Need to Calm Down" de Taylor Swift (juny de 2019).
Al setembre de 2020, Work va començar a copresentar el podcast de conversa en curs Very That en les xarxes Forever Dog i Moguls of Mitjana, juntament amb la seva companya de repartiment de la tercera temporada de RuPaul's Drag Race, Tall, on el duo discuteix sobre notícies recents i respon preguntes dels fanàtics. Els productors executius del podcast inclouen als ex alumnes de RuPaul's Drag Race, Alaska Thunderfuck i Willam Belli.

### Música
Delta Work va llançar el seu senzill debut, "The Walkin 'Blues (Walk Right In, Walk Right Out)", el 12 de maig de 2015. També va formar part del grup The Heathers, va ajuntar amb Manila Luzon, Tall i Carmen Carrera. El grup va llançar el seu senzill debut "Lady Marmalade" el 6 de juny de 2014.

## Vida personal
Villarreal resideix en Norwalk (Califòrnia) des de 2011.

## Filmografia

### Televisió
| Any  | Títol                                       | Paper      | Notes                  | Ref |
| ---- | ------------------------------------------- | ---------- | ---------------------- | --- |
| 2011 | RuPaul's Drag Race (temporada 3)            | Sí mateixa | Concursant (setè lloc) |     |
| 2011 | RuPaul's Drag Race: Untucked                | Sí mateixa |                        |     |
| 2011 | The Soup                                    | Sí mateixa |                        |     |
| 2012 | RuPaul's Drag Race: All Stars (temporada 1) | Sí mateixa | Convidat (1 episodi)   |     |
| 2018 | RuPaul's Drag Race (temporada 10)           | Sí mateixa | Convidat (1 episodi)   |     |
| 2019 | RuPaul's Drag Race (temporada 11)           | Sí mateixa | Convidat (2 episodis)  |     |
| 2021 | NoticiasBeat                                | Sí mateixa | Corresponsal           |     |

### Vídeos musicals
| Any  | Títol                   | Artista           | Notes              | Ref    |
| ---- | ----------------------- | ----------------- | ------------------ | ------ |
| 2014 | "Lady Marmalade"        | The Heathers      |                    | [ 18 ] |
| 2019 | "Ve pez"                | Manila Luzon      |                    |        |
| 2019 | "You Need to Calm Down" | Taylor Swift      | imitadora de Adele |        |
| 2020 | "Ass Like Mine"         | Morgan McMichaels | Ella mateixa       | [ 19 ] |
| 2020 | "Nerves of Steel"       | Erasure           | Ella mateixa       | [ 20 ] |

### Sèries web
| Any     | Títol                | Paper        | Ref. |
| ------- | -------------------- | ------------ | ---- |
| 2013    | Ring My Bell         | Ella mateixa |      |
| 2013    | Cooking With Needles | Ella mateixa |      |
| 2014-19 | Fashion Photo Ruview | Ella mateixa |      |
| 2015    | Dear Delta           | Ella mateixa |      |
| 2016-19 | The Pit Stop         | Ella mateixa |      |
| 2019    | Hey Qween            | Ella mateixa |      |

## Discografia

### Senzills
| Any  | Títol                                               |
| ---- | --------------------------------------------------- |
| 2014 | "Lady Marmalade"                                    |
| 2015 | "The Walkin' Blues (Walk Right In, Walk Right Out)" |